# Cercis
Els Cercis, anomenats Redbuds als Estats Units, són un gènere d'aproximadament 6-10 espècies de la família Fabaceae, originaris de regions temperades de l'hemisferi nord. Són petits arbres o grans arbusts, caracteritzats per fulles senzilles de forma arrodonida o en forma de cor i flors vermelles o rosades que surten al principi de la primavera a parts de l'arbre sense fulles.

## Taxonomia
Aquesta és la llista completa d'espècies d'aquest gènere:
- Vell Món:
  - Cercis chinensis - Redbud xinès (est d'Àsia; inclou C. glabra i C. japonica)
  - Cercis gigantea - Redbud gigant (Xina)
  - Cercis griffithii - Redbud afganès (Àsia central del sud)
  - Cercis racemosa - Redbud amb flors encadenades (oest de la Xina)
  - Cercis siliquastrum - Arbre de l'amor, Arbre de Judea o Redbud europeu (Regió mediterrània)
- Nou Món:
  - Cercis canadensis - Arbre de l'amor americà (est de Nord-amèrica)
  - Cercis mexicana - Redbud de Mèxic (Mèxic; sovint tractat com una varietat del C. canadensis)
  - Cercis occidentalis - Redbud de Califòrnia o Redbud de l'oest (Califòrnia)
  - Cercis reniformis - Redbud d'Oklahoma (Oklahoma; sovint tractat com una varietat del C. canadensis)
  - Cercis texensis - Redbud de Texas (Texas; sovint tractat com una varietat del C. canadensis)

## Imatges

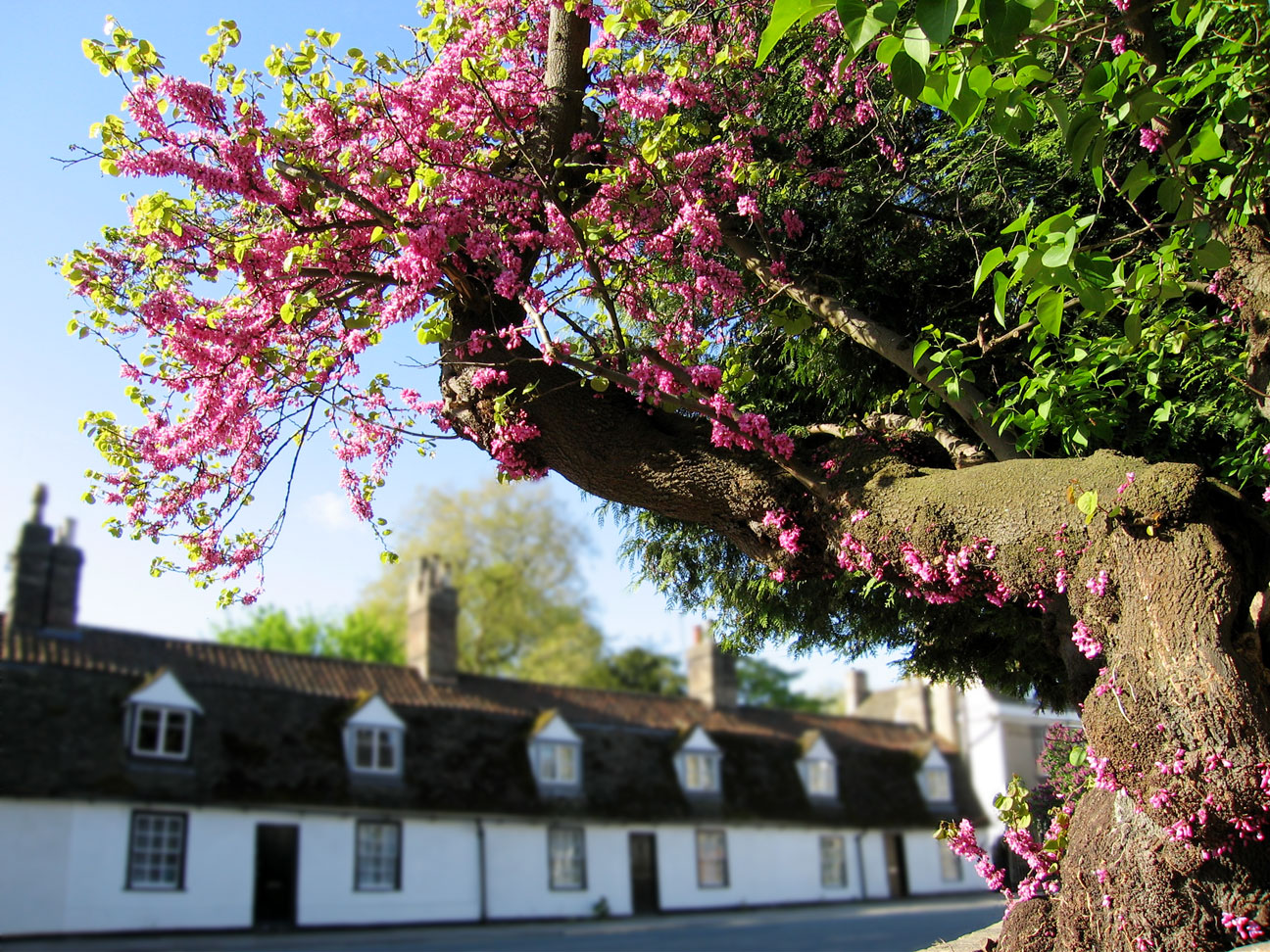
L'arbre de l'amor (Cercis siliquastrum) sovint floreix directament del tronc.
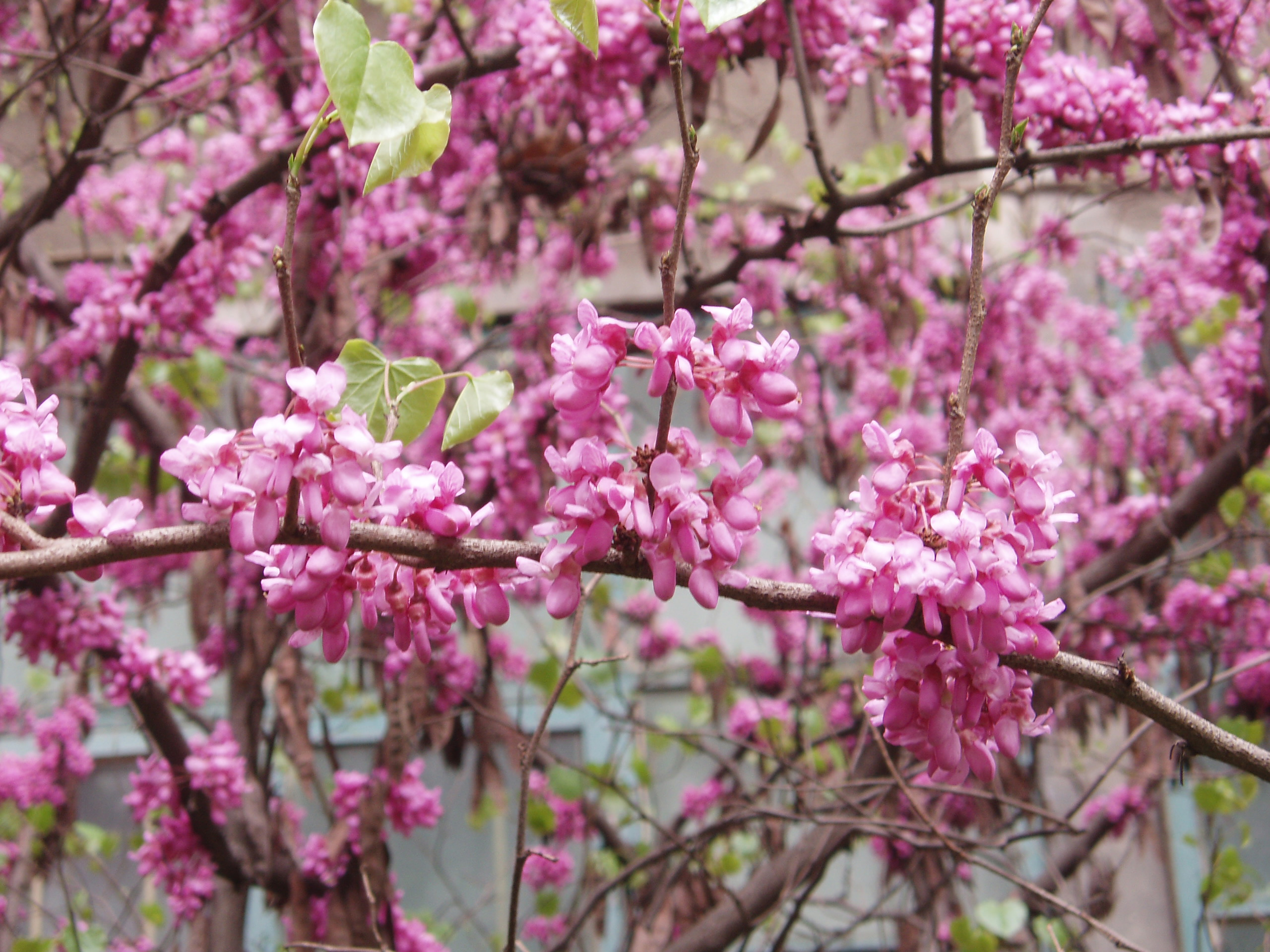
Flors de Cercis chinensis.
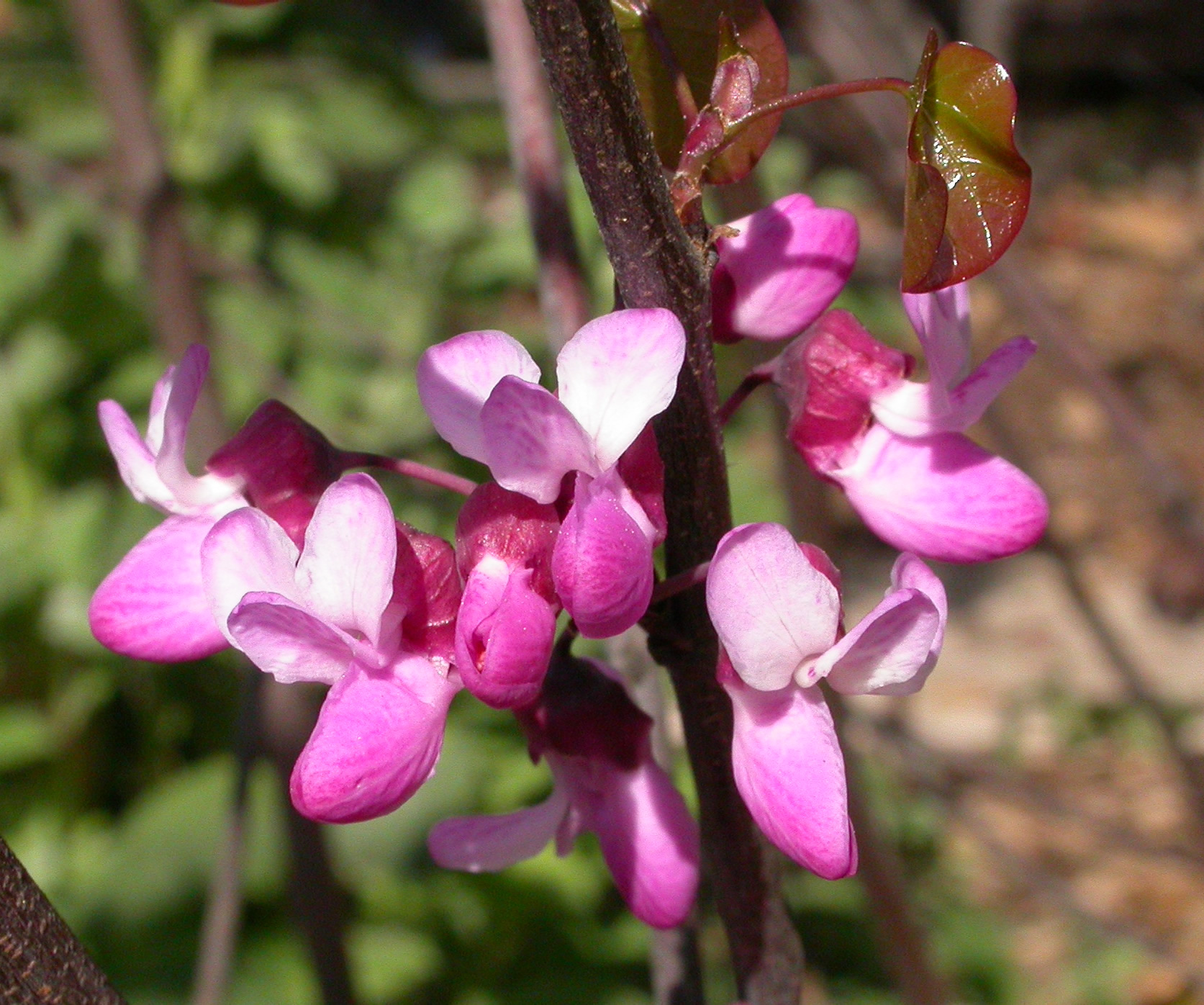
Detall de la flor del Cercis occidentalis.
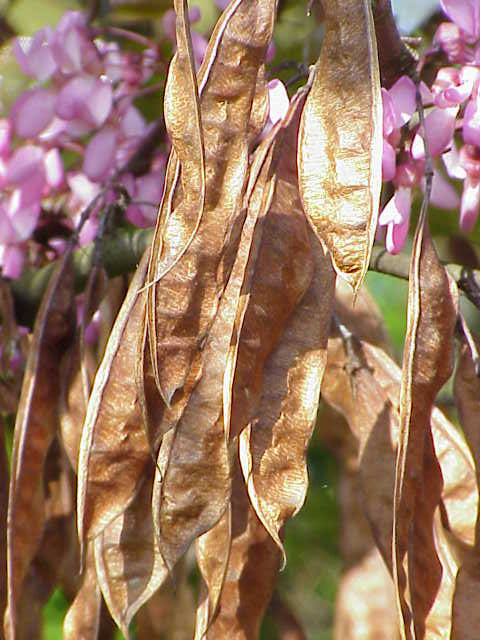
Flors i llegums del Cercis siliquastrum.
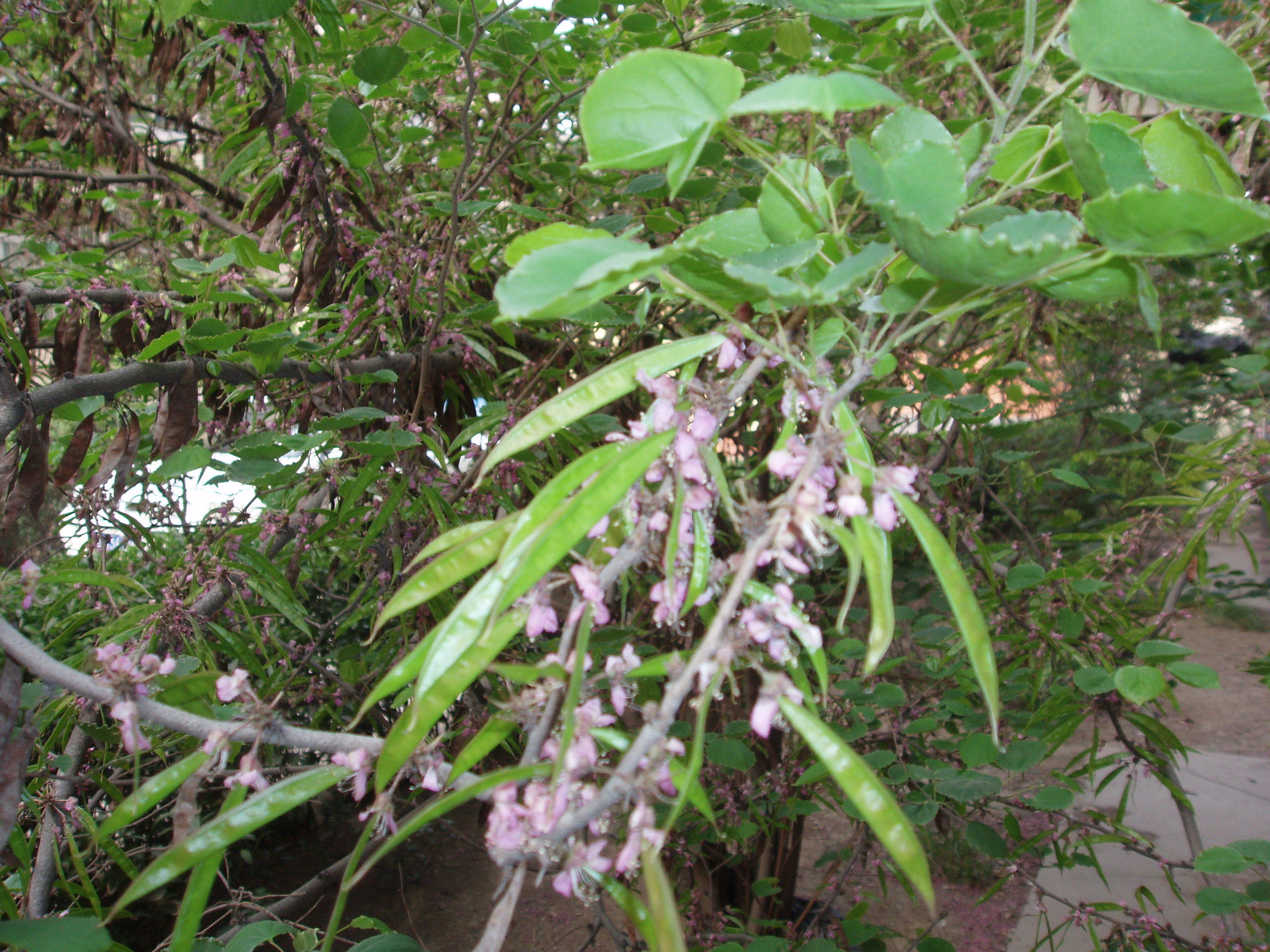
Fruit verd del Cercis chinensis.
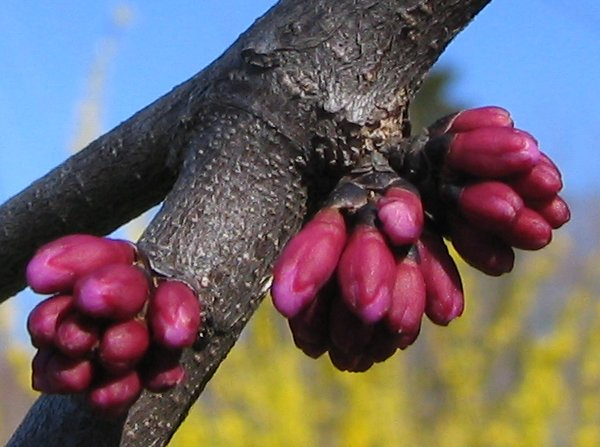
Flors a punt d'obrir-se del Cercis canadensis.